# Viișoara (Vaslui)
Viișoara is een Roemeense gemeente in het district Vaslui.
Viișoara telt 2051 inwoners.